# Cephalotes prodigiosus
Cephalotes prodigiosus é uma espécie de inseto do gênero Cephalotes, pertencente à família Formicidae.